# (22283) Pytheas
(22283) Pytheas  es un asteroide que cruza la órbita de Marte, descubierto el 6 de agosto de 1986 por Eric Walter Elst y Violeta G. Ivanova desde el Observatorio Astronómico Nacional de Rozhen, en Bulgaria.

## Designación y nombre
Pytheas se designó inicialmente como 1986 PY.
Más adelante fue nombrado en honor al navegante de la Grecia clásica Piteas (n. hacia 350 a. C.).

## Características orbitales
Pytheas orbita a una distancia media del Sol de 2,1889 ua, pudiendo acercarse hasta 1,6480 ua y alejarse hasta 2,7298 ua. Tiene una excentricidad de 0,2471 y una inclinación orbital de 7,9779° grados. Emplea en completar una órbita alrededor del Sol 1182 días.

## Características físicas
Su magnitud absoluta es 14,9.